# English Electric Lightning
English Electric Lightning là loại máy bay tiêm kích đánh chặn phản lực siêu âm của Anh trong Chiến tranh Lạnh. Đây cũng là máy bay tiêm kích duy nhất của Anh đạt được vận tốc Mach 2. Phi công của Không quân Hoàng gia (RAF) miêu tả loại máy bay này như "bị thắng yên lên một quả đạn tên lửa". Sau khi English Electric sáp nhập vào British Aircraft Corporation thì loại máy bay này được phát triển và sản xuất dưới tên gọi BAC Lightning.
Lightning được sử dụng lâu dài trong RAF và Không quân Hoàng gia Ả Rập Xê Út. Nó thường tham dự các triển lãm hàng không và là máy bay đầu tiên có thể bay siêu âm trong chế độ hành trình. Máy bay Lightning cũng là một trong những loại máy bay có hiệu năng cao nhất từng được sử dụng trong các đội biểu diễn máy bay. Hiện nay phần lớn chúng nghỉ hưu trong các viện bảo tàng, nhưng có 3 chiếc vẫn bay được tính đến năm 2010 tại "Thunder City" ở Cape Town, Nam Phi.

## Thiết kế và phát triển

2 mẫu máy bay nghiên cứu P.1

Sau khi chỉ tiêu kỹ thuật về nghiên cứu máy bay siêu âm E.24/43 1942 của Bộ hàng không Anh bị hủy bỏ, một chỉ tiêu kỹ thuật khác đã được ban hành và chương trình Miles M.52 được bắt đầu. Nhanh chóng người ta thấy rằng máy bay nên được xem là một mẫu máy bay tiêm kích thử nghiệm để thỏa mãn chỉ tiêu kỹ thuật F23/49 của bộ hàng không năm 1949 hơn là trở thành máy bay nghiên cứu. Thiết kế Lightning chia sẻ một số sáng chế ban đầu dùng cho Miles M.52 như phần mũi, đuôi và bộ ổn định. Mẫu thử có tên gọi P.1, được chế tạo theo yêu cầu ER.103 của bộ ngân sách về một loại máy bay nghiên cứu siêu âm. Chiếc P.1 đầu tiên mang số seri WG760 bay lần đầu tại RAF Boscombe Down ngày 4/8/1954.
Kỹ sư trưởng thiết kế của P.1 là W.E.W "Teddy" Petter, từng là kỹ sư trưởng thiết kế của Westland Aircraft. Thiết kế này được bàn nhiều, và Short SB5 được chế tạo để thử nghiệm cánh xuôi sau và đuôi. Sự kết hợp ban đầu đã được chứng minh là đúng. Nguyên mẫu đầu tiên của Lightning là các mẫu "chứng minh khái niệm" P.1A và P.1B. Nó có vẻ ngoài rất giống với mẫu máy bay sản xuất, các mẫu thử này được phân biệt bằng các lối dẫn khí tam giác bo tròn, cánh đuôi ngang ngắn và không có radar hay các thiết bị hoạt động. Các mẫu thử đầu tiên trang bị động cơ tuabin không có chế độ đốt tăng lực Armstrong Siddeley Sapphire dù động cơ Rolls-Royce Avon đã được sử dụng cho các máy bay ngay sau đó. Ngày 25/11/1958, P.1B trở thành máy bay đầu tiên của Anh bay ở vận tốc Mach 2.

## Lịch sử hoạt động

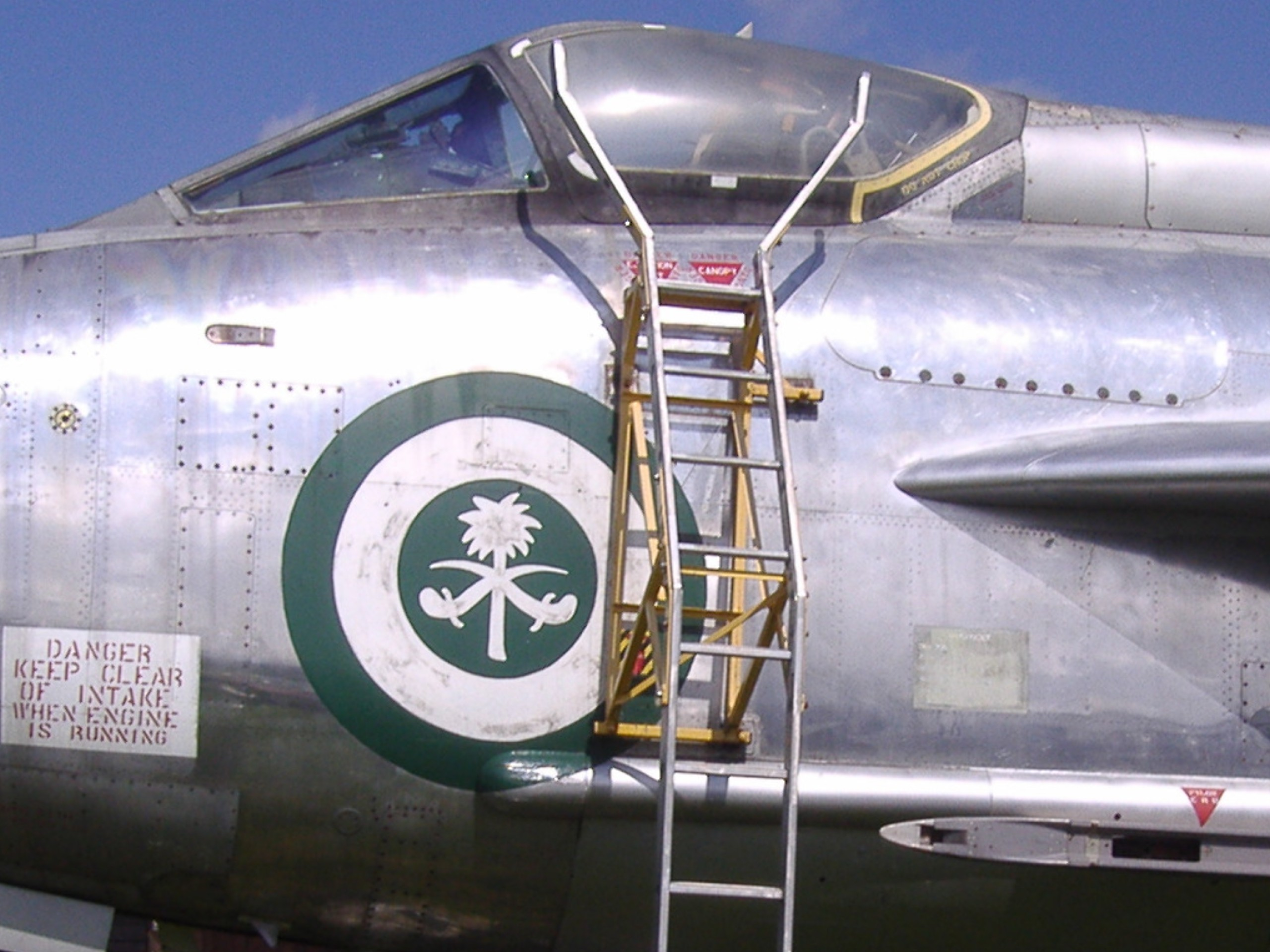
English Electric Lightning của Không quân Ả Rập Xê Út

Chiếc P.1B (XG336) là chiếc Lightning đầu tiên được đưa vào hoạt động, nó tới căn cứ RAF Coltishall ở Norfolk vào tháng 12/1959. Từ năm 1960, bản sản xuất F.1 được trang bị cho phi đoàn 74 RAF đầu tiên. Một biến thể cải tiến F.2 bay lần đầu ngày 11/7/1961 và đưa vào trang bị cho phi đoàn 19 vào cuối năm 1962. Biến thể F.3 bay lần đầu ngày 16/6/1962 và biến thể tầm xa F.6 bay lần đầu ngày 16/6/1965. Phiên bản bán cho Ả Rập Xê Út về cơ bản tương tự như các phiên bản T.5 và F.6 của Anh và lô sản xuất cuối cùng cho Ả Rập Xê Út được sơn ngụy trang màu kim loại tự nhiên để phù hợp với khí hậu khô hanh ở Ả rập.
Trong thập niên 1960, do nhận thức chiến lược được nâng cao và vô số các lựa chọn thiết kế máy bay tiêm kích được phát triển bởi các nước thành viên các khối NATO và Warszawa, nên tầm hoạt động cũng như hỏa lực vũ khí của Lightning nhanh chóng trở nên hạn chế. Việc thu hồi McDonnell Douglas F-4 Phantom II từ biên chế của Hải quân Hoàng gia, cho phép những chiếc máy bay chậm hơn nhưng có tầm bay xa hơn được bổ sung vào lực lượng tiêm kích đánh chặn của RAF cùng với những chiếc thu hồi từ Đức bị thay thế bởi SEPECAT Jaguar trong vai trò cường kích. Sau này Tornado F3 cũng tham gia bảo vệ không phận Vương quốc Anh, mặc dù nó chậm hơn và cơ động kém hơn Lightning, nhưng bù lại nó có thể mang tải trọng vũ khí lớn và có hệ thống điện tử hiện đại hơn. Lightning dần bị loại bỏ khỏi biên chế từ năm 1974 tới năm 1988, mặc dù nhiều thử nghiệm và sửa đổi cần thiết đã giúp chúng kéo dài được tuổi thọ bay.

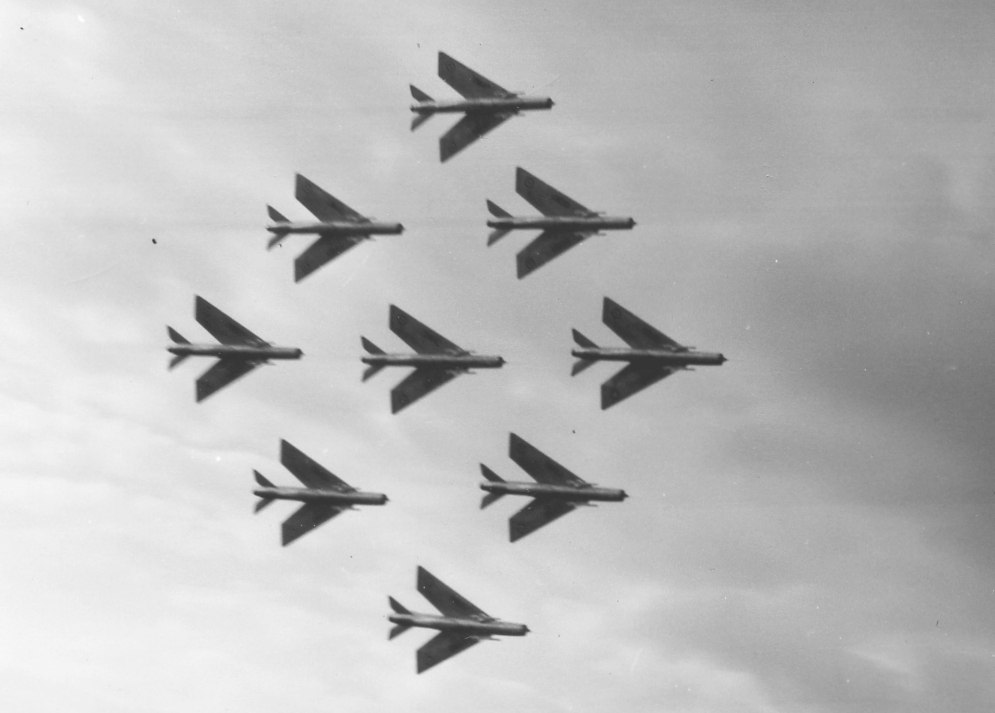
9 chiếc Lightning F.1 thuộc Phi đoàn 74 biểu diễn ở triển lãm SBAC 1961, Farnborough

English Electric Lightning đã bắn hạ một máy bay, nhưng mỉa mai thay đó lại là máy bay của Anh – một phi công lái Harrier nhảy ra khỏi máy bay vì trục trặc, và máy bay không có phi công vẫn tiếp tục bay. Lệnh được ban hành để bắn rơi chiếc máy bay đó và Lightning đã thực hiện nhiệm vụ này.
Những năm cuối trong biên chế RAF, những chiếc Lightning đóng tại căn cứ RAF Binbrook ở Lincolnshire và nhiều chiếc được sơn ngụy trang để tránh chú ý khi bay ở độ cao thấp. Chúng có nhiệm vụ phòng thủ không phận khu vực Flamborough Head, Biển Bắc. Lightning đóng ở đây gồm các phiên bản F.3 và F.6 một chỗ, phiên bản huấn luyện T.5, tất cả đều được British Aircraft Corporation chế tạo.
Rất nhiều chiếc Lightning được bảo quản trong các bộ sưu tập của bảo tàng. Chiếc Short SB5 và một chiếc P.1A được trưng bày ở Bảo tàng không quân hoàng gia ở Cosford. Cục hàng không dân dụng từ chối cấp giấy phép bay cho những chiếc còn sót lại biểu diễn ở các triển lãm hàng không tại Anh, nhưng có 3 chiếc vẫn bay ở Nam Phi.

### Phục vụ ở Trung Đông: Ả Rập Xê Út và Kuwait
Tháng 12/1965, do tham gia vào Nội chiến Bắc Yemen và kết quả xung đột với Ai Cập, Ả Rập Xê Út đã đặt mua 35 chiếc Lightning F.53 và 6 chiếc T.55, đây là một phần của chương trình "Magic Carpet". 5 chiếc Lightning F.52 (Lightning F.2 cũ của RAF) và 2 chiếc Lightning T.54 (Lightning T.4 cũ của RAF) đã được giao cho Ả Rập Xê Út như một biện pháp tạm thời vào tháng 6/1966, ngoài ra phiên bản Lightning F.1 cũng được giao để làm giáo cụ. Từ năm 1967, Lightning F.53 đóng tại căn cứ Khamis, có radar chỉ dẫn từ Usram. Chiếc Lightning cuối cùng được giao vào năm 1972 trong pha IV của chương trình Magic Carpet. Chỉ có 1 chiếc bị đối phương bắn hạ, nó bị hạ bởi hỏa lực phòng không trên bầu trời Yemen ngày 3/5/1970, ngay trước khi hòa bình được tuyên bố.
Kuwait cũng đặt mua 14 chiếc Lightning vào tháng 12/1966, gồm 12 chiếc F.53K và 2 chiếc T.55K. Kuwait có phần nào đó đánh quá cao giá khả năng của mình khi duy trì một máy bay phức tạp như chiếc Lightning, và Lightning đã bị loại bỏ rất nhanh sau đó khi Kuwait không thể duy trì phi đội Lightning của mình. Cuối cùng những chiếc Lightning bị thay thế bởi Dassault Mirage F1 vào năm 1977. Nhờ vào sai lầm này mà Kuwait là một trong ba quốc gia có nhiều chiếc Lightning trưng bày nhất; theo các nguồn tin, căn cứ không quân Al Jaber có 3 chiếc Lightning trưng bày. Một chiếc Lightning cũng đang được trưng bày ở căn cứ không quân Ali Al Salem.

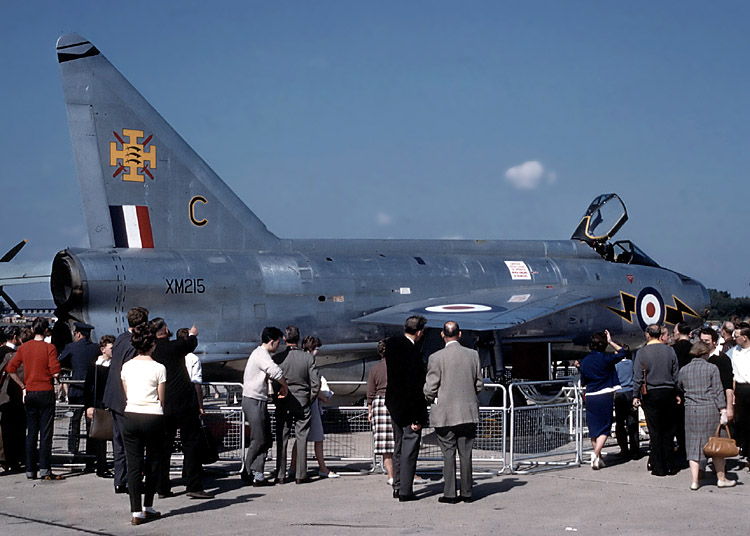
Lightning XM215 tại Triển lãm hàng không Farnborough, Anh, năm 1964

## Biến thể
English Electric P.1A

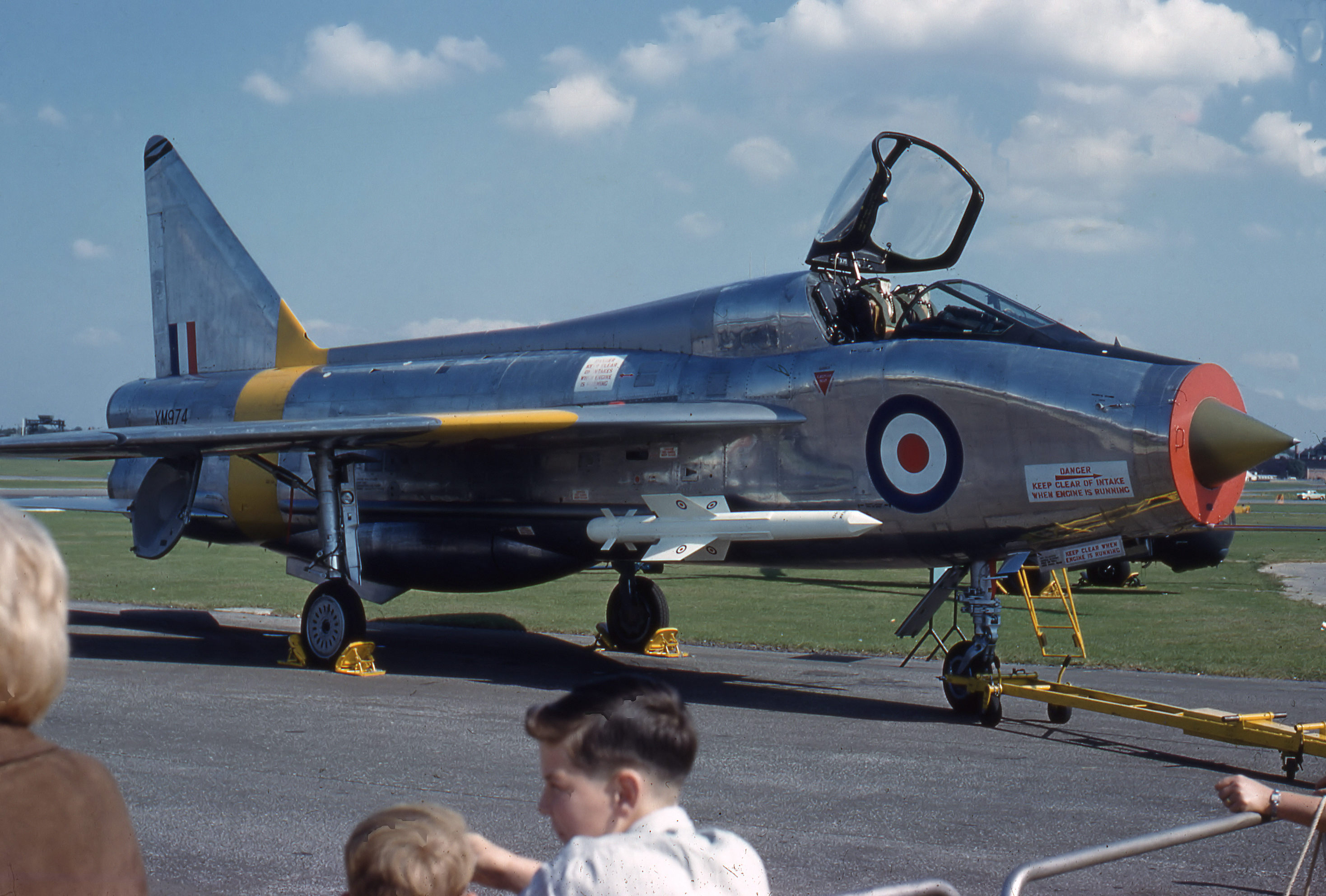
Lightning T.4 tại Triển lãm hàng không Farnborough, Anh, 1964

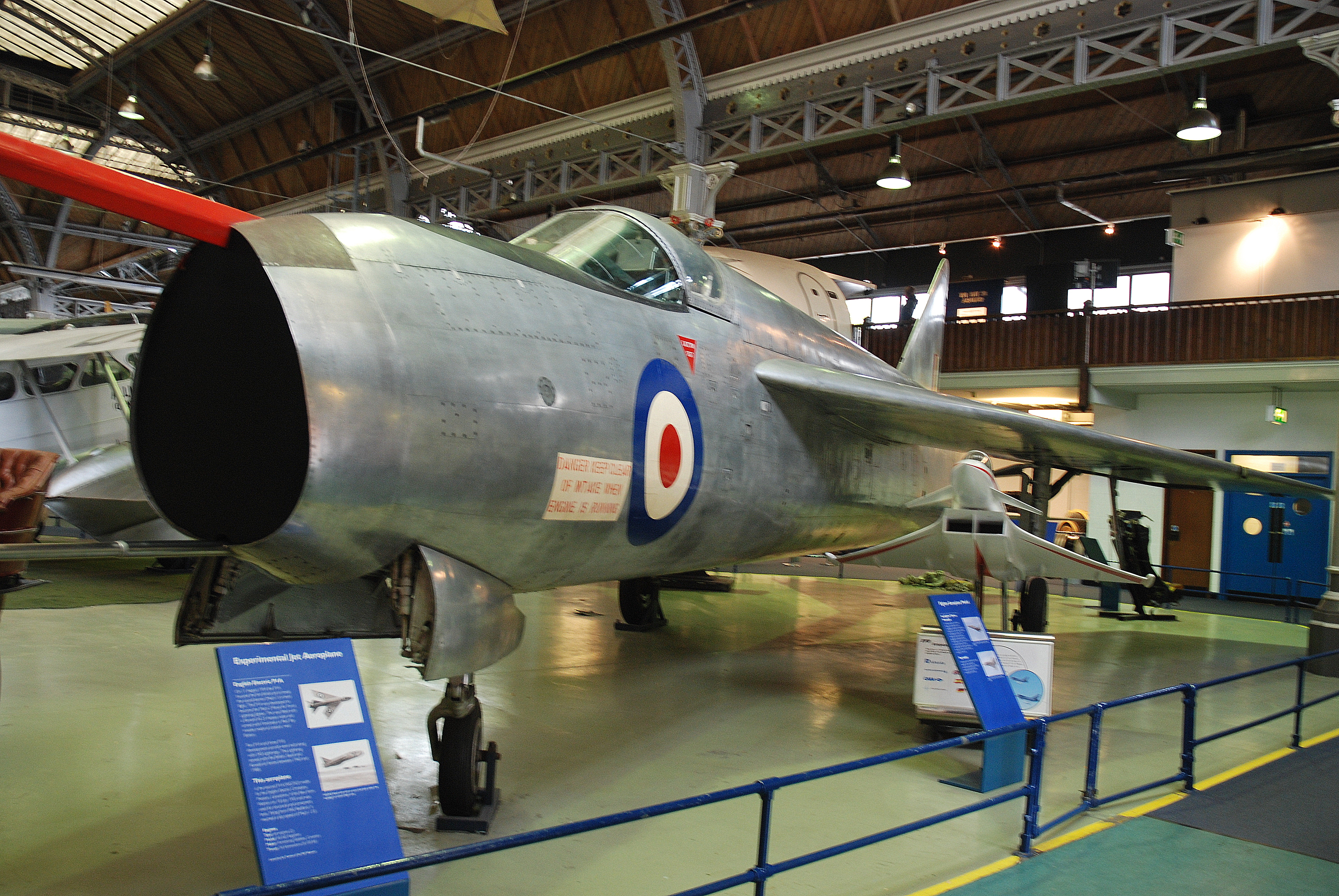
English Electric Lightning P.1A tại Bảo tàng không học và công nghiệp Manchester

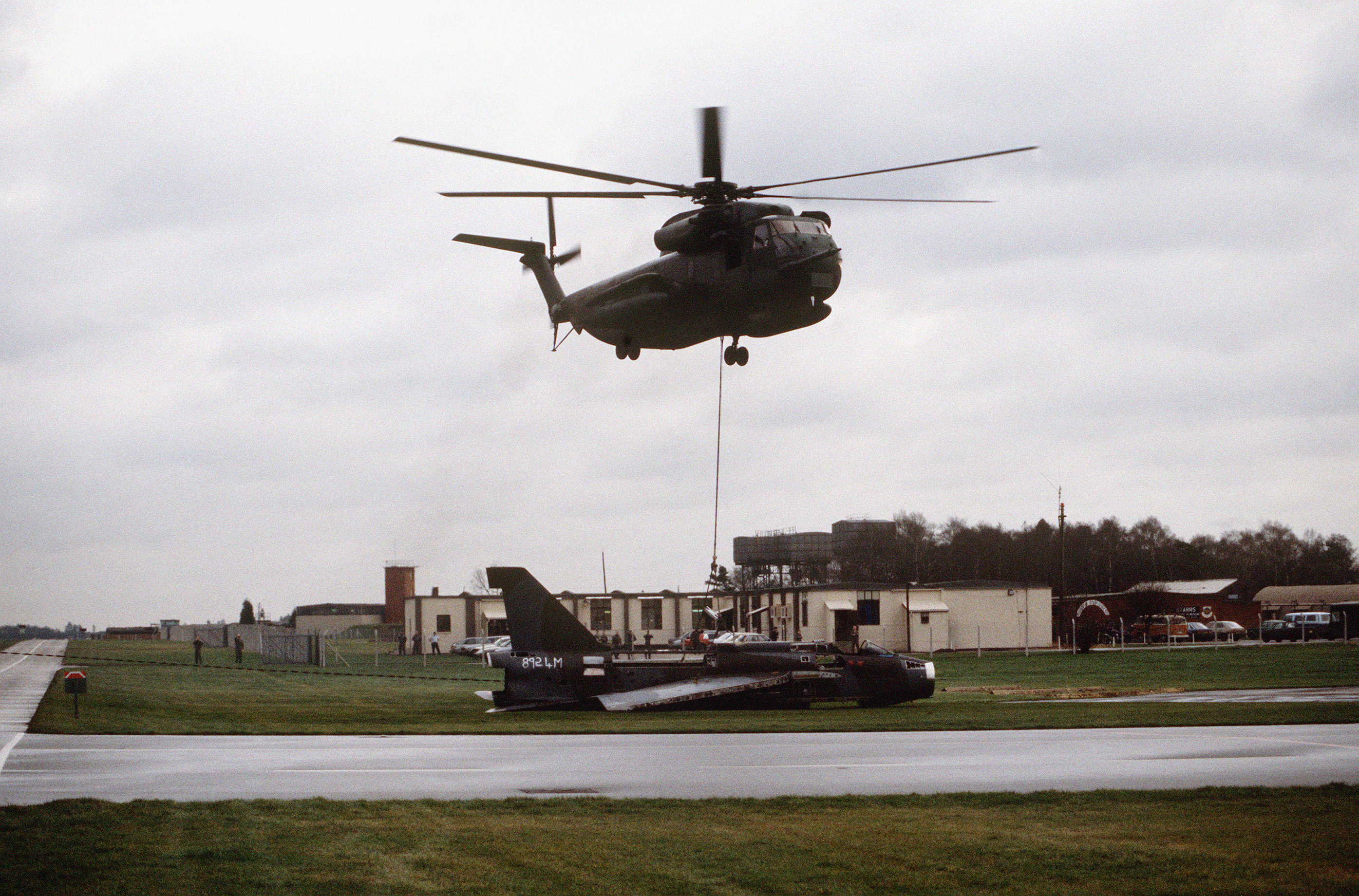
1 chiếc trực thăng Sikorsky HH-53C Super Jolly Green Giant của Không quân Hoa Kỳ thuộc phi đoàn tìm kiếm cứu nạn nâng một chiếc BAC Lightning cũ của RAF tại căn cứ RAF Woodbridge, Suffolk (Anh), 18/12/1987.

Máy bay nghiên cứu siêu âm một chỗ. 2 chiếc được chế tạo, trong đó 1 chiếc được dùng để thử nghiệm tĩnh.
English Electric P.1B
Mẫu thử vận hành một chỗ để đáp ứng Chỉ tiêu kỹ thuật F23/49. Có 3 mẫu thử được chế tạo. 20 chiếc thuộc lô tiền sản xuất hay lô phát triển được đặt hàng vào tháng 2/1954 Phiên bản này có tên gọi chính thức là 'Lightning' vào tháng 10/1958.
Lightning F.1
Phiên bản tiêm kích một chỗ, 19 chiếc được chế tạo (và một chiếc để thử nghiệm tĩnh), giao hàng năm 1960. Trang bị 2 động cơ Rolls-Royce Avon 200R, hệ thống thông tin liên lạc băng tần VHF, 2 pháo ADEN 30 mm ở mũi, 2 tên lửa Firestreak và radar Ferranti AI-23 "AIRPASS".
Lightning F.1A
Phiên bản bản tiêm kích một chỗ, 28 chiếc được chế tạo, giao hàng năm 1961, có tên gọi "BAC Lightning". Trang bị động cơ Avon 210R, cần tiếp nhiên liệu, radar UHF.
Lightning F.2
Phiên bản bản tiêm kích một chỗ (biến thể cải tiến của F.1), có 44 chiếc được chế tạo trong đó có 31 chiếc được sửa đổi lên tiêu chuẩn của F.2, giao hàng năm 1962. 5 chiếc được sửa đổi cuối thành F.52 để xuất khẩu cho Ả Rập Xê Út.
Lightning F.2A
Phiên bản bản tiêm kích một chỗ (F.2 nâng cấp lên gần tiêu chuẩn F.6), có 31 chiếc chuyển đổi từ F.2. Lắp động cơ Avon 211R, giữa lại pháo ADEN và tên lửa Firestreak của F.2. Có thể bay liên tục trong 2 giờ.
Lightning F.3
Phiên bản bản tiêm kích một chỗ, có radar nâng cấp AI-23B, động cơ Avon 301R, sử dụng tên lửa Red Top, cánh được sửa để lớn hơn, pháo ADEN bị bỏ đi. Có 70 chiếc được chế tạo, ít nhất có 9 chiếc được chuyển đổi lên tiêu chuẩn F.6.
Lightning F.3A
Phiên bản bản tiêm kích một chỗ, tăng tầm bay, có 16 chiếc F.3 được chế tạo, còn gọi là phiên bản F.3 Interim hay F.6 Interim. 15 chiếc sau đó được sửa đổi lên thành tiêu chuẩn F.6.
Lightning T.4
Phiên bản huấn luyện 2 chỗ, dựa trên F.1A. 2 mẫu thử và 20 chiếc hoàn chỉnh được chế tạo. 2 chiếc sau đó được chuyển đổi thành mẫu thử T.5, 2 chiếc khác chuyển đổi thành T.54.
Lightning T.5
Phiên bản huấn luyện 2 chỗ, dựa trên F.3. 22 chiếc được chế tạo. 1 chiếc của RAF sau đó được chuyển đổi thành T.55 cho Ả Rập Xê Út (bị rơi trước khi giao hàng), 2 chiếc khác của RAF sau này được dùng vào mục đích dân sự.
Lightning F.6
Phiên bản bản tiêm kích một chỗ (biến thể tầm xa cải tiến của F.3), có cánh mới, tăng dự trữ nhiên liệu, trở lại dùng pháo 30 mm, có 2 tên lửa Red Top, tổng cộng có 39 chiếc được chế tạo (gồm 9 chiếc được chuyển đổi từ F.3 và 15 chiếc từ F.3A).
Lightning F.52
Phiên bản tiêm kích được sửa đổi từ F.2 cũ của RAF để xuất khẩu cho Ả Rập Xê Út, có 5 chiếc được chuyển đổi.
Lightning F.53
Phiên bản xuất khẩu của F.6 với giá treo mang bom hoặc thùng rocket không điều khiển 44 × 2 in (50 mm). Tổng cộng có 46 chiếc được chế tạo và 1 chiếc được chuyển đổi từ F.6 (12 chiếc F.53K cho Không quân Kuwait, 34 chiếc F.53 cho không quân Ả Rập Xê Út, 1 chiếc bị rơi trước khi giao hàng).
Lightning T.54
Phiên bản huấn luyện T.4 cũ của RAF xuất khẩu cho Ả Rập Xê Út (2 chiếc chuyển đổi).
Lightning T.55
Phiên bản huấn luyện 2 chỗ (phiên bản xuất khẩu của T.5). 8 chiếc được chế tạo (6 T.55 cho Ả Rập Xê Út, 2 T.55K cho Kuwait và 1 chiếc chuyển đổi từ T.5 bị rơi trước khi giao hàng).
Sea Lightning FAW.1
Phiên bản 2 chỗ đề xuất trang bị cho tàu sân bay của không quân hải quân hoàng gia Anh, cánh có thể gập lại, không chế tạo.
Tổng cộng có 277 chiếc tiêm kích một chỗ và 52 chiếc huấn luyện 2 chỗ, gồm cả phiên bản nội địa và xuất khẩu.

## Quốc gia sử dụng

### Quân sự
Kuwait
- Không quân Kuwait sử dụng phiên bản tiêm kích một chỗ F.53K (12) và huấn luyện T.55K (2) trong giai đoạn 1968-1977

 Ả Rập Xê Út
- Không quân Hoàng gia Ả Rập Xê Út sử dụng Lightning trong giai đoạn 1967-1986
  - Các phi đoàn của RSAF
    - Phi đoàn 2 sử dụng F.53 và T.55
    - Phi đoàn 6 sử dụng F.52 và F.53
    - Phi đoàn 13 sử dụng F.52, F.53 và T.55
    - Đơn vị chuyển loại Lightning RSAF

 Anh Quốc

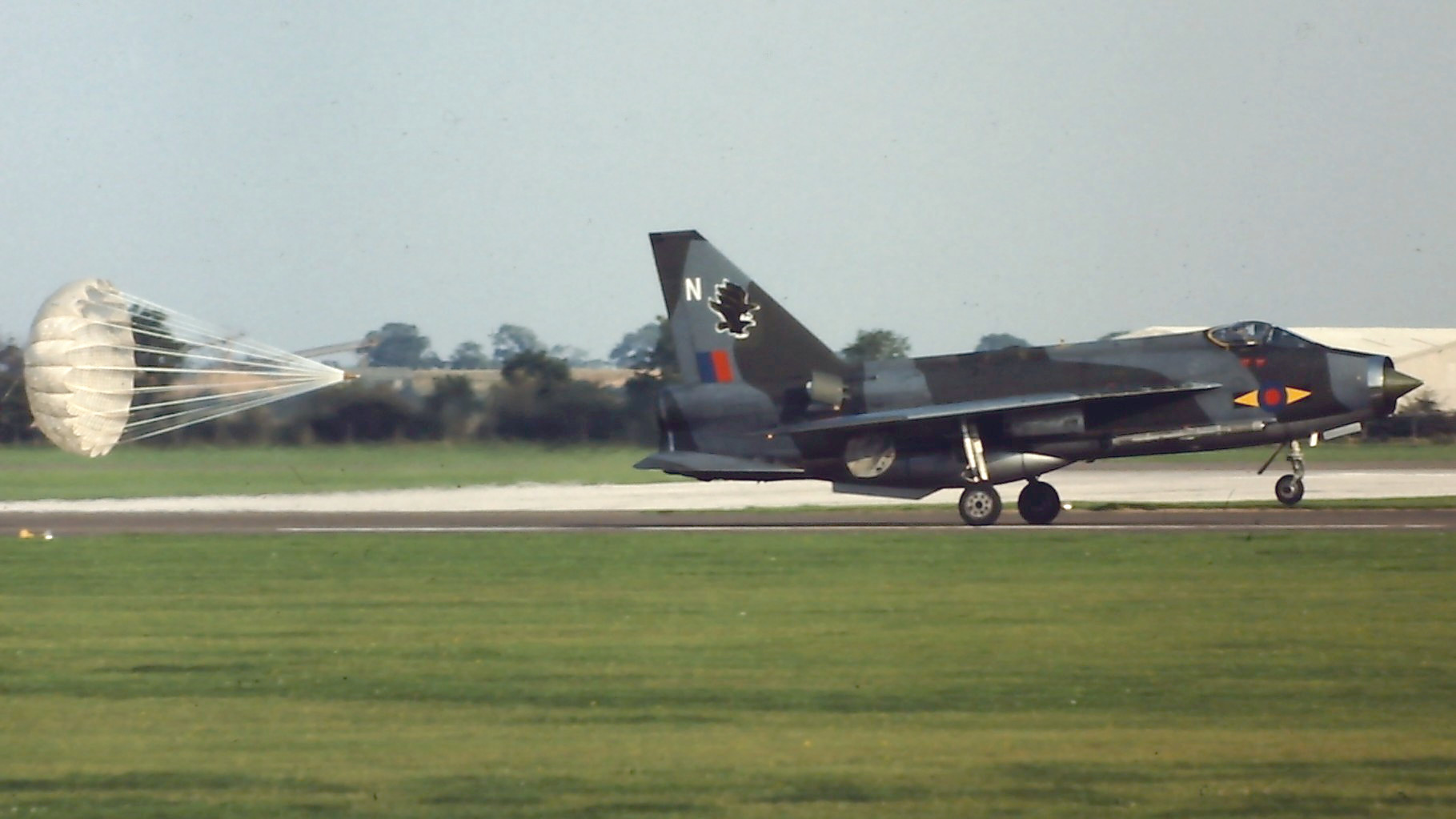
Lightning F.3 thuộc Phi đoàn 11 của RAF năm 1980

- Không quân Hoàng gia sử dụng Lightning trong giai đoạn 1959-1988.
  - Các đội biểu diễn hàng không của RAF
    - The Tigers thuộc Phi đoàn 74.
    - The Firebirds thuộc Phi đoàn 56.

  - Các phi đoàn của RAF
    - Phi đoàn 5 sử dụng F.1A và F.6 (1965–1987)
    - Phi đoàn 11 sử dụng F.3 và F.6 (1967–1988)
    - Phi đoàn 19 sử dụng F.2 và F.2A (1962–1976)
    - Phi đoàn 23 sử dụng F.3 và F.6 (1964–1975)
    - Phi đoàn 29 sử dụng F.3 (1967–1974)
    - Phi đoàn 56 sử dụng F.1, F.1A, F.3 và F.6 (1960–1976)
    - Phi đoàn 65 cùng với OCU 226 sử dụng F.1, F.1A và F.3 (1971–1974)
    - Phi đoàn 74 sử dụng F.1, F.3 và F.6 (1960–1971)
    - Phi đoàn 92 sử dụng F.2 và F.2A (1963–1977)
    - Phi đoàn 111 sử dụng F.1A, F.3 và F.6 (1961–1974)
    - Phi đoàn 145 cùng với OCU 226 sử dụng F.1, F.1A và F.3 (1963–1971)
    - Đơn vị chuyển loại hoạt động 226 sử dụng F.1A, F.3, T.4 và T.5 (1963–1974)
    - Phi đoàn phát triển không chiến
    - Phi đoàn chuyển loại Lightning (1960–1963)

  - Các phi đội RAF
    - Binbrook Target Facilities Flight (1966–1973)
    - Leuchars Target Facilities Flight (1966–1973)
    - Wattisham Target Facilities Flight (1966–1973)
    - Phi đội huấn luyện Lightning (1975–1987)

  - Căn cứ RAF
    - RAF Akrotiri
    - RAF Binbrook
    - RAF Coltishall
    - RAF Geilenkirchen
    - RAF Gütersloh
    - RAF Leconfield
    - RAF Middleton St. George
    - RAF Leuchars
    - RAF Tengah
    - RAF Wattisham

### Dân sự
Nam Phi
- Công ty tư nhân Thunder City, trụ sở ở Sân bay quốc tế Cape Town, Nam Phi sử dụng 1 chiếc Lightning T.5 và 2 chiếc F.6 (không dùng cho mục đích thương mại).[8]

Một chiếc Lightning T.5, XS451 (tên định danh dân sự ZU-BEX) thuộc công ty Thunder City đã bị rơi sau khi gặp phải các vấn đề cơ khí khi trình diễn tại triển lãm hàng không Overberg diễn ra tại AFB Overberg gần Bredasdorp ngày 14/11/2009. Silver Falcons là đội biểu diễn chính thức của không quân Nam Phi đã mất phi công Dave Stock, chết vì tai nạn.
 Hoa Kỳ
- Tổ chức Anglo American Lightning, đặt trụ sở tại Sân bay Stennis Airport, Kiln, Mississippi, có một chiếc EE Lighting T.5, XS422. Đây là máy bay cũ của trường phi công thử nghiệm đế chế (ETPS) ở Boscombe Down, Wiltshire, Anh.[12]

## Tính năng kỹ chiến thuật (Lightning F.6)

English Electric Lightning F.1

Dữ liệu lấy từ "Pilots Notes and Operating Data Manual for Lightning F.6"

### Đặc điểm riêng
- Tổ lái: 1
- Chiều dài: 55 ft 3 in[13] (16,8 m)
- Sải cánh: 34 ft 10 in[13] (10,6 m)
- Chiều cao: 19 ft 7 in[13] (5,97 m)
- Diện tích cánh: 474.5 ft²[14] (44,08 m²)
- Trọng lượng rỗng: 31.068 lb (14.092 kg)
- Trọng lượng cất cánh tối đa: 45.750 lb (20.752 kg)
- Động cơ: 2 động cơ tuabin có chế độ đốt tăng lực Rolls-Royce Avon 301R, lực đẩy 12.530 lbf (55,74 kN) và 16.000 lbf[15] (71,17 kN) khi đốt tăng lực mỗi chiếc

### Hiệu suất bay
- Vận tốc cực đại: Mach 2,0 (1.300 mph, 2.100 km/h) trên độ cao 36.000 ft.
- Tầm bay: 850 mi (1.370 km)
- Trần bay: 54.000 ft (16.000 m)
- Vận tốc lên cao: 20.000 ft/phút (100 m/s)
- Lực nâng của cánh: 76 lb/ft (370 kg/m²)
- Lực đẩy/trọng lượng: 0,78

### Vũ khí
- 2 pháo ADEN 30 mm (1.18 in)
- Tên lửa không đối không: 2× De Havilland Firestreak hoặc 2× Hawker Siddeley Red Top

### Máy bay có cùng sự phát triển
- Short SB/5

### Máy bay có tính năng tương đương
- F-104 Starfighter
- MiG-21
- Mirage III
- Sukhoi Su-15